# Albert Day (Politiker)
Albert Day (* 29. November 1797; † 11. November 1876) war ein US-amerikanischer Politiker. In den Jahren 1856 und 1857 war er Vizegouverneur des Bundesstaates Connecticut.
Die Quellen geben über das Leben von Albert Day nur wenig Aufschluss. Weder sein Geburts- noch sein Sterbeort sind überliefert. Auch über seinen beruflichen Werdegang jenseits der Politik ist nichts bekannt. Er lebte in Hartford und wurde Mitglied der Free Soil Party. Im Jahr 1856 wurde er an der Seite von William T. Minor zum Vizegouverneur des Staates Connecticut gewählt. Dieses Amt bekleidete er zwischen 1856 und 1857. Dabei war er Stellvertreter des Gouverneurs und Vorsitzender des Staatssenats. Day starb am 11. November 1876.